# Rajneeshpuram
Rajneeshpuram era uma comunidade religiosa intencional no condado de Wasco, Oregon, incorporada como uma cidade entre 1981 e 1988. Sua população consistia inteiramente de Rajneeshees, seguidores do professor espiritual Rajneesh, mais tarde conhecido como Osho. Seus cidadãos e líderes foram responsáveis por lançar os ataques bioterroristas de Rajneeshee em 1984, bem como o plano de assassinato de Rajneeshee em 1985, no qual eles conspiraram para assassinar Charles Turner, o então procurador dos Estados Unidos para o Distrito de Oregon.

## O povoado
Tensões com o público e ameaças de ação punitiva por parte das autoridades indianas motivaram originalmente os fundadores e líderes do movimento Rajneeshee, Bhagwan Shri Rajneesh e Ma Anand Sheela, a deixar a Índia e iniciar um novo assentamento religioso nos Estados Unidos. discussões sobre este novo assentamento começaram já em 1980, mas Rajneesh não concordou em se mudar até maio de 1981, quando viajou para os Estados Unidos com um visto de turista, aparentemente para fins médicos. Rajneeshpuram foi planejado desde o início como um lar para os seguidores de Rajneesh nos Estados Unidos, a maioria dos quais foi instruída a vender todos os seus pertences antes de se mudar para lá. A decisão de se registrar como cidade foi tomada principalmente para que Rajneesh pudesse governar seus seguidores sem atrair a atenção das autoridades.
Rajneeshpuram estava no local de uma propriedade de 64.229 acres (25.993 hectare) no centro de Oregon conhecida como Big Muddy Ranch, perto de Antelope, Oregon, que foi comprada pelo marido de Sheela, John Shelfer, em 1981 por $ 5,75 milhões, ($ 16,4 milhões em dólares de hoje). Um ano depois de sua chegada, os líderes da comuna se envolveram em uma série de batalhas legais com seus vizinhos, principalmente sobre o uso da terra.  Inicialmente, eles declararam que planejavam criar uma pequena comunidade agrícola, sendo suas terras zoneadas para uso agrícola, mas logo ficou claro que eles queriam estabelecer o tipo de infraestrutura e serviços normalmente associados a uma cidade.
Dentro de três anos, os neo-sannyasins (seguidores de Rajneesh, também chamados de Rajneeshees em reportagens da imprensa contemporânea) desenvolveram uma comunidade, transformando o rancho de uma propriedade rural vazia em uma cidade de até 7.000 pessoas, completa com infraestrutura urbana típica. como corpo de bombeiros, polícia, restaurantes, shoppings, sobrados, pista de pouso de 1.300 m, sistema de transporte público de ônibus, estação de tratamento de esgoto, reservatório  e correio com o CEP 97741. Pensa-se que a população real durante este tempo era potencialmente muito maior do que afirmavam, e os neo-sannyasins podem ter ido tão longe a ponto de esconder camas e cidadãos durante as investigações. Vários conflitos legais, principalmente sobre o uso da terra, escalaram para a hostilidade amarga entre a comuna e os residentes locais, e a comuna foi sujeita a pressões sustentadas e coordenadas de várias coalizões de residentes do Oregon ao longo de sua existência.

## Aumento das tensões
A cidade de Antelope, Oregon, tornou-se um ponto focal do conflito. Era a cidade mais próxima do rancho e tinha uma população de menos de 60 anos. Inicialmente, os seguidores de Rajneesh haviam comprado apenas um pequeno número de lotes em Antelope. Depois que o grupo ativista 1000 Friends of Oregon se envolveu,  Antelope negou aos sannyasins uma licença comercial para sua operação de venda por correspondência, e mais sannyasins se mudaram para a cidade. Em abril de 1982, o Antelope realizou uma votação para se desincorporar, para evitar que fosse dominado.  A essa altura, haviam residentes de Rajneeshee suficientes para derrotar a medida. Em maio de 1982, os residentes da comuna de Rancho Rajneesh votaram pela incorporação da cidade separada de Rajneeshpuram ao rancho. Além do controle do Antelope e da questão do uso da terra, havia outras disputas. A liderança da comuna assumiu uma postura agressiva em muitas questões e iniciou litígios contra vários grupos e indivíduos..
O atentado a bomba em junho de 1983 do Hotel Rajneesh, um hotel de propriedade de Rajneeshee em Portland , pelo grupo militante islâmico Jamaat ul-Fuqra aumentou ainda mais as tensões. A exibição de armas semiautomáticas adquiridas pela Força de Paz Rajneeshpuram criou uma imagem de violência iminente. Surgiram rumores de que a Guarda Nacional foi chamada para prender Rajneesh. Ao mesmo tempo, a comuna estava envolvida em uma série de disputas legais. O Procurador-geral do Oregon, David B. Frohnmayer sustentou que a cidade era essencialmente um braço de uma organização religiosa, e que sua incorporação violava o princípio de separação entre Igreja e Estado. O grupo "1000 amigos do Oregon" alegaram que a cidade violou as leis estaduais de uso da terra. Em 1983, uma ação judicial foi movida pelo Estado de Oregon para invalidar a incorporação da cidade, e muitas tentativas de expandir a cidade foram legalmente bloqueadas, levando os seguidores a tentar construir nas proximidades de Antelope, que foi brevemente chamado de Rajneesh, quando um número suficiente de Rajneeshees registrou-se para votar lá e ganhou um referendo sobre o assunto.
Os residentes de Rajneeshpuram acreditavam que a comunidade mais ampla do Oregon era preconceituosa e sofria de intolerância religiosa. De acordo com Latkin (1992), os seguidores de Rajneesh fizeram aberturas pacíficas para a comunidade local quando chegaram pela primeira vez em Oregon. À medida que Rajneeshpuram crescia em tamanho, a tensão intensificada levou certos líderes da igreja cristã fundamentalista a denunciar Rajneesh, a comuna, e seus seguidores. Petições foram distribuídas com o objetivo de livrar o estado da ameaça percebida. Cartas a jornais estaduais insultaram os Rajneeshees, um deles comparando Rajneeshpuram a outra Sodoma e Gomorra, outro referindo-se a eles como um "câncer em nosso meio". Com o tempo, circulares misturando "humor de caça" com caracterizações desumanizantes de Rajneeshees começaram a aparecer em clubes de armas, tiros de peru e outras reuniões; um deles, que circulou amplamente pelo noroeste, declarou "uma temporada de caça ao centro-leste de Rajneesh, conhecido localmente como Ratos Vermelhos ou Vermes Vermelhos".
Como o próprio Rajneesh não falava em público durante este período, e até outubro de 1984 deu poucas entrevistas, seu secretário e porta-voz chefe Ma Anand Sheela (Sheela Silverman) tornou-se, para fins práticos, o líder da comuna. Ela fez pouco para acalmar o conflito, empregando um estilo de fala rude, cáustico e defensivo que exacerbou as hostilidades e atraiu a atenção da mídia. Em 14 de setembro de 1985, Sheela e 15 a 20 outros altos funcionários deixaram Rajneeshpuram abruptamente. Na semana seguinte, Rajneesh convocou conferências de imprensa e acusou publicamente Sheela e sua equipe de terem cometido crimes dentro e fora da comuna. A investigação criminal subsequente, a maior da história do Oregon, confirmou que um grupo secreto, sem o conhecimento dos funcionários do governo e de quase todos os residentes de Rajneeshpuram, se envolveu em uma variedade de atividades criminosas, incluindo a tentativa de assassinato do médico de Rajneesh, escutas telefônicas e grampeamento dentro do comuna e dentro da casa de Rajneesh, envenenamento de dois funcionários públicos e incêndio criminoso.

## O Papel no ataque bioterrorista em 1984
Em 1984, Sheela Silverman coordenou um ataque ao lado de cidadãos de Rajneeshpuram para infectar saladas de pelo menos dez restaurantes na sede do condado de Wasco County com salmonela, em uma tentativa de incapacitar a população eleitoral da cidade para que seus próprios candidatos ganhassem o Eleições do condado de Wasco em 1984. Enquanto 751 pessoas, incluindo vários funcionários públicos do condado de Wasco, foram infectadas e 45 pessoas foram hospitalizadas, não houve mortes. Esse incidente ainda é considerado o maior ataque de guerra biológica da história dos Estados Unidos. Os residentes locais, suspeitando que Rajneeshpuram estava envolvido nos envenenamentos, compareceram em massa no dia da eleição para impedi-los de ganhar quaisquer cargos no condado. Os Rajneeshees eventualmente retiraram seu candidato da votação de novembro de 1984, tornando sua trama malsucedida.

## Aeroporto Air Rajneesh e Big Muddy Ranch
Em meados da década de 1980, membros da comuna de Rajneeshee construíram o aeroporto Big Muddy Ranch para transportar suprimentos e passageiros para Rajneeshpuram. Para transportar a carga e os passageiros reais, os Rajneeshees criaram uma linha aérea chamada Air Rajneesh, que operava grandes aviões de passageiros do aeroporto Big Muddy Ranch.

## Resultados
Sheela foi extraditada da Alemanha Ocidental e presa por tentativa de homicídio, agressão, escuta telefônica, incêndio criminoso, fraude de imigração  e seu papel no ataque bioterrorista. Durante os anos seguintes, o movimento também foi investigado por vários outros crimes: 
- Incêndio: Em 14 de janeiro de 1985, o escritório do Departamento de Planejamento do Condado de Wasco, que mantinha os arquivos das disputas de longa duração envolvendo os Rajneeshees, foi incendiado. O incêndio danificou amplamente o escritório e destruiu de um terço a metade dos arquivos do condado.[22][23][24][25]
- Tentativa de assassinato: Vários membros da comuna conspiraram para matar Charles H. Turner, o procurador do estado dos EUA em Portland, e várias outras pessoas consideradas inimigas de Rajneeshee, no plano de assassinato de Rajneeshee em 1985 . Outros estavam na “lista de alvos”, incluindo Dave Frohnmayer, o procurador-geral do Oregon que primeiro começou a contestar publicamente as atividades de Rajneesh.[22][23][24][25]
- Fraude de imigração: Apesar de ter viajado originalmente para os Estados Unidos alegando motivos médicos, Rajneesh nunca procurou tratamento médico durante sua residência e, posteriormente, admitiu acusações de fraude de imigração.[26]
- Fraude de votação: a comunidade de Rajneeshpuram tentou influenciar as eleições locais em seu favor com uma variedade de métodos, incluindo o programa "Share-a-Home", no qual transportou milhares de desabrigados para Rajneeshpuram e tentou registrá-los para votar para inflar o círculo eleitoral dos eleitores dos candidatos do grupo. O escrivão do condado de Wasco rebateu essa tentativa, aplicando um regulamento que exigia que todos os novos eleitores apresentassem suas qualificações ao se registrar para votar.[27]
- Contrabando de drogas.[28]

Essas atividades criminosas tiveram, de acordo com o Gabinete do Procurador-Geral, iniciado na primavera de 1984, três anos após o estabelecimento da comuna, tendo o próprio Rajneesh foi acusado de violações de imigração, tendo apresentado uma apelação contra sua condenação. Como parte do acordo, ele concordou em deixar os Estados Unidos e, por fim, voltou para Poona, na Índia. Seus seguidores deixaram Oregon logo depois. A crescente capacidade e capacidade dos reguladores locais e estaduais de limitar ativamente o desenvolvimento de Rajneeshpuram dessa forma foi um fator importante que levou ao colapso repentino da comuna em setembro e outubro de 1985. A situação legal de Rajneeshpuram permaneceu ambígua. No processo, a juíza federal Helen J. Frye decidiu contra Rajneeshpuram no final de 1985, uma decisão que não foi contestada, pois era tarde demais para ter significado prático. Os tribunais de Oregon, no entanto, eventualmente decidiram em favor da cidade, com o Tribunal de Apelações determinando em 1986 que a incorporação não havia violado as metas de terras agrícolas do sistema de planejamento estadual. A Suprema Corte do Oregon encerrou o litígio em 1987, deixando Rajneeshpuram vazio e falido, mas legal dentro da lei do Oregon.
Originalmente listado por mais de $ 28 milhões em 1985, o rancho foi vendido em um leilão do xerife por $ 4,5 milhões no final de 1988 para Connecticut General Life Insurance Company, o único licitante.

## Washington Family Ranch
A empresa Washington Construction de Dennis R. Washington comprou o The Big Muddy Ranch por $ 3,6 milhões em 1991. Washington tentou administrar o rancho com fins lucrativos e também negociou sem sucesso com o estado para transformá-lo em um Parque Estadual. Em 1996, Washington doou o rancho para a Young Life, uma organização de jovens cristãos. Desde 1999, a Young Life opera um acampamento de verão lá, primeiro como WildHorse Canyon Camp, depois como Washington Family Ranch. Existem dois acampamentos na propriedade hoje. O acampamento principal, Washington Family Ranch: Canyon atende alunos do ensino médio, enquanto o acampamento menor, Washington Family Ranch: Creekside, atende principalmente alunos do ensino médio. O Aeroporto Big Muddy Ranch também está localizado lá.